# Kaala-Gomen
Kaala-Gomen [kala ɡɔmɛn] est une commune française de Nouvelle-Calédonie, sur la RT1, à 18 km au sud de Koumac, à 50 km au nord de Voh, et à 356 km de Nouméa.
Le nom de cette commune est tiré de celui d'une montagne et de la tribu de Gomen. La ville a été fondée sur son emplacement actuel en 1899, dotée d'une commission municipale nommée par le gouvernement, devenue conseil municipal élu en 1961 et en commune à part entière en 1969. 
Kaala-Gomen abrite également le village de Ouaco, connu pour la conserverie de bœuf du même nom qui s'y trouve et les mines de nickel exploitées par la Société minière du Sud Pacifique (SMSP). Le village peut-être visité lors des journées annuelles du patrimoine.
La commune fait partie de l'aire coutumière Hoot ma Waap. Le langage utilisé est le yuanga. Beaucoup de gens le parle comme la tribu de bondée et paimboa il parle la même langue mais des mots ne se disent pas pareil ainsi que wemou weol qui se situe au font de la chaine avec pagou.

## Géographie
Le point culminant de la commune est le massif d'Ouazangou-Taom (1 092 m). 
Kaala-Gomen dispose d'un port, d'un phare sur l'îlot Devered, d'un aérodrome, d'un relais de télévision à Wala et d'un hippodrome à Ouaco.
Les communes limitrophes sont :
- côte ouest : Koumac, Voh,
- côte est : Ouégoa, Hienghene.

## Toponymie
Bwapanu est le nom kanak de la commune de Kaala-Gomen. Mais parfois on entend aussi "Gömé".

## Histoire

### 19e
Les expéditions militaires de Guillain en 1865 participent à l'installation européenne, à la constitution du domaine de Ouaco, jusqu'à 30.000 hectares, aux expulsions, et à la dispersion des réfugiés, entre Voh et Koumac.
En 1878, les kanak Gomen refusent le service de l'Autorité.
En 1886 est créée à Ouaco l'usine de conservation de viande pour l'armée.
Une part importante des causes de la révolte kanak de 1917 réside dans le foncier : expropriations, spoliations, attributions de terres infertiles. La communauté kanak de la pointe Paagoumène, à Gomèn, vers 1900, a vu le suicide rituel de son chef, à l'époque du gouverneur Paul Feillet, selon le pasteur Delord.

### 20e
- Émile Kutu est assassiné (1981).

## Administration
| Période                                  | Période  | Identité                 | Étiquette                                                    | Qualité              |
| ---------------------------------------- | -------- | ------------------------ | ------------------------------------------------------------ | -------------------- |
| 1961                                     | 1971     | Raymond Clavier          | Union calédonienne                                           |                      |
| 1971                                     | 1983     | Gaston Jizdny            |                                                              |                      |
| 1983                                     | 2014     | Alain Levant             | Divers indépendantiste puis FCCI puis divers indépendantiste | Professeur honoraire |
| 2014                                     | 2020     | Hervé Maguei Tein-Taouva | FLNKS-UC                                                     |                      |
| 2020                                     | En cours | Alain Levant             |                                                              | Professeur honoraire |
| Les données manquantes sont à compléter. |          |                          |                                                              |                      |

- 47 67 15 : Mairie (mairie@kgmn.nc)
- 47 89 55 : Gendarmerie
- 42 37 71 : Pompiers (78 29 34)
- 47 75 70 : Dispensaire

## Démographie
L'évolution du nombre d'habitants est connue à travers les recensements de la population effectués dans la commune depuis 1956. À partir de 2006, les populations légales des communes sont publiées annuellement par l'Insee, mais la loi relative à la démocratie de proximité du 27 février 2002 a, dans ses articles consacrés au recensement de la population, instauré des recensements de la population tous les cinq ans en Nouvelle-Calédonie, en Polynésie française, à Mayotte et dans les îles Wallis-et-Futuna, ce qui n’était pas le cas auparavant. Ce recensement se fait en liaison avec l'Institut de la statistique et des études économiques (ISEE), institut de la statistique de la Nouvelle-Calédonie. Pour la commune, le premier recensement exhaustif entrant dans le cadre du nouveau dispositif a été réalisé en 2004, les précédents recensements ont eu lieu en 1996, 1989, 1983, 1976, 1969, 1963 et 1956.
En 2019, la commune comptait 1 803 habitants, en diminution de 11,31 % par rapport à 2014 (Nouvelle-Calédonie : +0,98 %).
| 1956  | 1963  | 1969  | 1976  | 1983  | 1989  | 1996  | 2004  | 2009  |
| ----- | ----- | ----- | ----- | ----- | ----- | ----- | ----- | ----- |
| 1 161 | 1 228 | 1 296 | 1 425 | 1 231 | 1 549 | 1 787 | 1 881 | 1 931 |

| 2014  | 2019  | - | - | - | - | - | - | - |
| ----- | ----- | - | - | - | - | - | - | - |
| 2 033 | 1 803 | - | - | - | - | - | - | - |

## Société
- marché matinal : mercredi et samedi,
- festival annuel Caboko : artistes, artisans,
- fête de la Musique, spectacle annuel,
- week-end découverte du Patrimoine, en novembre depuis 2012,
- école de tir, ball-trap,
- grands espaces,
- tribus des montagnes : Païta, Gamaï, Ouéholle, Ouémou, Ouayaguette...
- goménol, essence des feuilles du niaouli, antiseptique naturel,

## Tribus
- Aire coutumière Hoot ma Waap
  - District Gomen : Baganda, Boaoui, St Pierre, Gamai, Ouemba, Païta, Tegon
  - District Paimboas : Kourou, Oueholle, Ouemou

## Repères routiers nord-sud:RPN1Koumac - Kaala-Gomén - Voh
- commune de Koumac
  - Koumac aéroport,
  - Koumac centre, avenue Émile-Frouin, marché, centre culturel, écoles, internat, lycée professionnel, commerces, stations-service, garages...
  - Pandop, pointe, bord de mer, lagon, plage, gîte, site de vol, centre de plongée, piton, marina, café-restaurant, aire aménagée,
  - vallées diverses, Manu, Bwaxak,
  - pointe de Karembé,
- commune de Kaala-Gomen
  - Troulala,
  - Païta,
  - oué
  - payama
  - déchetterie Koumac-Kaala-Gomen,
  - massif de Kaala-Gomen,
  - bourg de Kaala-Gomen,
  - Gomen : baie des Requins, plage,
  - Tegon : cap Deverd, wharf, monument commémoratif du télégraphe (Australie), et de la première traversée en avion vers l'Australie en 1931,
  - vallée de la Louanga, puis de la Ouemou, Piata/Païta,
  - vallée vers la côte est : Mt Konio, Pic Yambou, Oueholle, Ouemou, Tilwit, Ouenia, Bondé, Ouégoa,
  - pont sur la Louanga, delta, Refuge du Cerf,
  - vallée de la Ouebia : Ouamaba, Gamai, vers la côte est : Ouayagate (Wayageth), Ouaahat, Haut-Coulna, Hienghene,
  - Tinip, rivière, tribu, piste vers Gamai, massif d'Ouanzangou-Taom,
  - Ouaco, vestiges de conserverie de bœuf en gelée et de distillerie,
    - monument Victor Roffey (aviateur), maison du colonel Dix, plaque d'hommage à Jacquot de Ouaco (1932-2010),

  - vallée de la Taom, village de Taom,
- commune de Voh
  - vallée de Boyen (Bweeyen), tribu, baie Chasseloup,
  - vallée de la Temala, mont Témala, Ouélis, piste vers Ouengo-Pouépaï,
  - cœur de Voh, accessible à pied, à cheval, et depuis Koné en avion, et surtout en ULM,
  - Voh, médiathèque, musée du café,